# 張若妤
張若妤（1988年7月17日—），台灣新聞主播，南港高中畢業、中國文化大學新聞學系學士畢業。大學期間擔任中國文化大學華岡電視台校園主播。研究所畢業後擔任年代新聞台記者，曾任壹電視新聞台主播、現任中天新聞台主播。

## 學歷
- 南港高中畢業
- 中國文化大學新聞學系學士

## 經歷
- 中國文化大學在校生致詞代表
- 中國文化大學畢業生致詞代表
- 中國文化大學華岡電視台校園主播
- 年代新聞台記者（2012年）
- 壹電視新聞台記者（2013年）
- 壹電視新聞台主播、氣象主播（2014年2月16日－2014年8月11日）
- 中天新聞台記者、主播、氣象主播、主持人（2014年8月18日－至今）

## 得獎紀錄
| 年份   | 獲提名                               | 獎項             | 結果 |
| ------ | ------------------------------------ | ---------------- | ---- |
| 2017年 | 《碎肉回魂術之火鍋湯底解密》系列報導 | 消費者權益報導獎 | 獲獎 |
| 2018年 | 《Fintech煉金術》系列報導            | 新世代金融傳播獎 | 獲獎 |

## 主播經歷
- 中天新聞台主播
- 中天新聞台《中天夜線新聞》主播
- 中天新聞台氣象主播
- 壹電視新聞台記者兼任主播

## 活動及演講經歷
- 台北市中山國中「生命與生涯系列」專題演講
- 台北市北投國中「生涯發展教育講座」講師
- 中國文化大學「氣象播報」講師
- 玄奘大學「新聞大數據」講師
- 中國文化大學「華岡電視台」promo台呼錄製
- 新北市府核安第23號演習影片錄製
- 台北市博愛國小「生涯輔導夢想起飛」講座

## 節目主持經歷
- 《夢想大學堂》第三季節目主持人

## 事件
2014年4月22日，張若妤在採訪前民進黨主席林義雄時，群眾拿斗笠侵犯到張若妤的胸部及腰部，讓張若妤嚇到花容失色，導致她突然說：「斗笠可以拿下來一下嗎？」，林義雄誤會以為記者在對他說話，因此對張若妤說「我們不需要你指導」。這些情況被在外圍的媒體全程錄下並在YouTube公開。
《台灣蘋果日報》轉貼了該影片進行報導。而在批踢踢討論區也開始討論這起事件，一位其他台記者在YouTube該影片下方回應區替張若妤辯護，指出當時有一位阿婆站在林義雄身旁，拿著斗笠不斷地推張若妤的腰部，以及戳到胸部讓張若妤嚇了一跳，那位阿婆還邊推張若妤邊說：「記者走開，記者走開，不要在這裡。」當時張若妤站在台階差點跌倒，因此回應：「拜託不要一直拿斗笠推我們，可以把斗笠戴起來嗎。」阿婆仍然不理睬，迫使張若妤拉高音量，此時林義雄以為記者在跟他說話，而產生了這起誤會。
4月24日，壹電視粉絲團PO出了一篇［壹電視記者張若妤的公開信］，同日，壹電視倫理委員會做出結論，不對張若妤做任何懲處；但建議公司應該要對記者加強心理調適的輔導，和工作安排、休息等考量。

## 資料來源
1. ↑  隋昊志.林義雄禁食受訪 女記者意外搶鏡 （页面存档备份，存于）.蘋果日報.2014-04-22
2. ↑  壹電視倫理委員會第九次會議 （页面存档备份，存于）.壹電視倫理委員會.2014-05-06

## 外部連結
- 主播介紹－中天新聞台
- 張若妤 主播•記者 Newsroom的Facebook專頁
- 張若妤的Instagram帳戶